# Telmatochromis
Genre
Le genre Telmatochromis regroupe plusieurs espèces de poissons de la famille des Cichlidae. Toutes sont endémiques du lac Tanganyika.

## Liste d'espèces
Selon ITIS et FishBase :
- Telmatochromis bifrenatus  Myers, 1936
- Telmatochromis brachygnathus  Hanssens et Snoeks, 2003
- Telmatochromis brichardi  Louisy, 1989
- Telmatochromis burgeoni  Poll, 1942
- Telmatochromis dhonti  (Boulenger, 1919)
- Telmatochromis temporalis  Boulenger, 1898
- Telmatochromis vittatus  Boulenger, 1898